# HROŠK Mostar
HROŠK (Hrvatski radnički omladinski športski klub) je bio drugi hrvatski klub u Mostaru. Postojao je pri Hrvatskoj radničkoj zadruzi. 
Utemeljen je godinu dana nakon "Đačkog športskog kluba", 1906. godine.
Pokojni nogometaš i aktivist kluba Ivo Ćorić ostavio je u svojoj pisanoj ostavštini osobno sjećanje na prve godine HŠK Zrinjskog. 
U svojim sjećanjima Ćorić je spominjao Juru Zeleniku, Nikolu Paladžića, Miroslava Prpića, Mirka Vlahu, Antu Pavkovića i Kažimira Zubca, koji su bili nogometaši HROŠK-a.
1917. godine, nakon 3 godine zamrća svake športske aktivnosti u Mostaru, HŠK Zrinjski se stopio s Hrvatskim radničkim omladinskim športskim klubom.
Objedinjeni klub dobio je novo ime: "Hercegovac".